# Gaahuraa
Gaahuraa ist eine versunkene winzige Insel im Mulaku-Atoll.

## Ehemalige Lage
Gaahuraa lag im nördlichen Riffkranz des Mulaku-Atolls (Distrikt Meemu) des Inselstaates Malediven in der Lakkadivensee.

## Verbleib
1998 beschrieb A. J. Attwood die kleine Insel und 2019 war sie auf der Karte im Marco Polo Reiseführer noch eingezeichnet.
In den offiziellen Inselverzeichnissen der Malediven wird Gaahuraa heute nicht mehr genannt.